# Římskokatolická farnost Bílá Hůrka
Římskokatolická farnost Bílá Hůrka je územním společenstvím římských katolíků v rámci vikariátu České Budějovice - venkov českobudějovické diecéze.

## O farnosti

### Historie
Plebánie v místě je písemně doložena poprvé v roce 1354. V předbělohorské byla farnost po určitou dobu protestantská. Od roku 1703 jsou vedeny matriky.

### Současnost
Farnost má sídelního duchovního správce, člena kongregace petrinů, který je zároveň administrátorem ex currendo ve farnostech Nákří a Zahájí.
| Kostel             | Místo      | Bohoslužba           | Bohoslužba | Poznámka        |
| ------------------ | ---------- | -------------------- | ---------- | --------------- |
| Kostel sv. Dismase | Dříteň     | středa sobota        | 17.00      | filiální kostel |
| Kostel sv. Štěpána | Bílá Hůrka | neděle úterý čtvrtek | 8.15 16.00 | farní kostel    |
| Kaple sv. Vojtěcha | Záblatíčko | 1. sobota v měsíci   | 15.00      | obecní kaple    |